# Myotis riparius
Myotis riparius је врста слепог миша из породице вечерњака (лат. Vespertilionidae).

## Распрострањење
Врста има станиште у Аргентини, Боливији, Бразилу, Венецуели, Гвајани, Еквадору, Колумбији, Костарици, Никарагви, Панами, Парагвају, Перуу, Салвадору, Суринаму, Тринидаду и Тобагу, Уругвају, Француској Гвајани и Хондурасу.

## Станиште
Врста Myotis riparius има станиште на копну.

## Угроженост
Ова врста није угрожена, и наведена је као последња брига јер има широко распрострањење.

### Популациони тренд
Популација ове врсте је стабилна, судећи по доступним подацима.